# چارلز سامنر گرین

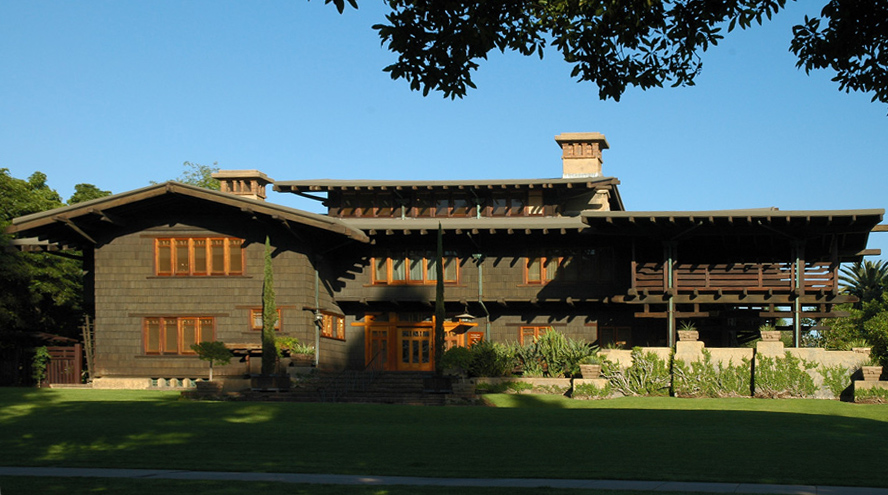
منزل گمبل، ساخت ۱۹۰۸

چارلز سامنر گرین (به انگلیسی: Charles Sumner Greene) (زاده ۱۸۶۸- درگذشته ۱۹۵۷) و هنری ماثر گرین (به انگلیسی: Henry Mather Greene) (زاده (۲۳ ژانویه ۱۸۷۰ – درگذشته ۲ اکتبر ۱۹۵۴)) دو برادر معمار از اهل ایالات متحده آمریکا در اواخر قرن نوزدهم و اوایل قرن بیستم بودند.
هر دو در ام آی تی تحصیل نموده و در پاسادینا، کالیفرنیا ساکن شدند و شرکت خود را بنام Greene and Greene تأسیس کردند.